# Code des relations entre le public et l'administration
Lire en ligne

Texte du Code des relations entre le public et l'administration

Le Code des relations entre le public et l'administration (CRPA) regroupe et organise, dans un code en droit français, les textes législatifs et réglementaires relatifs aux relations entre le public au sens large (administré, entreprise) et l'administration française. Il constitue une codification essentielle du droit administratif. 
Il est issu de l'ordonnance no 2015-1341 du 23 octobre 2015 et du décret no 2015-1342 du même jour. 
Il fait suite aux deux tentatives avortées de codification de la procédure administrative non contentieuse, en 1996 et en 2004, dans le cadre du « choc de simplification » annoncé par le président de la République François Hollande. Il est décrit comme une « étape majeure du droit administratif français » en rassemblant dans un texte unique les dispositions applicables aux relations entre l'administration et les administrés.

## Historique

### Les précédentes tentatives
À la suite de l'essoufflement du mouvement de codification du droit français entamé après la Seconde guerre mondiale, le Gouvernement décide la création de la Commission supérieure de codification par un décret du 12 septembre 1989. Six ans plus tard, en septembre 1995, un séminaire gouvernemental sur la réforme de l'État inscrit dans le programme général de codification la création d'un code de l'administration. À sa suite, une circulaire du 30 mai 1996 prévoyait l'achèvement, dans les cinq ans, de « la codification de l'ensemble des lois et règlements » en vigueur dans l'ordre juridique français. La Commission supérieure de codification prévoyait dans son programme d'action 1996-2000, la rédaction d'un code de l'administration, mais cette première tentative reste lettre morte.
Par la suite, dans les années 2000, s'amorce un important chantier de réforme de l'État. Une circulaire du 25 juin 2003 inscrit notamment comme priorité la « simplification des procédures administratives ». L'article 2 de la loi no 2003-591 du 2 juillet 2003 habilitait en ce sens le pouvoir réglementaire à « simplifier les démarches des usagers auprès des administrations de l'État, des collectivités territoriales, des établissements publics qui en relèvent ». Cependant, cette loi ne prévoit pas explicitement la réalisation d'un code de l'administration. 
L'article 84 de la loi no 2004-1343 du 9 décembre 2004 de simplification du droit habilite le Gouvernement à procéder à l'adoption d'un code de l'administration, mais ce projet est à son tour abandonné. Le rapporteur du projet devant le Conseil d'État, Rémy Schwartz, déplorait que le projet fût « inabouti ».       

### La réalisation du code

#### La CIMAP du 18 décembre 2012
Dans son rapport annuel pour 2011, la Commission supérieure de codification regrettait que l'adoption de certains codes prévus par la circulaire de 1996 n'aboutisse pas. 
La réalisation d'un code régissant les relations entre le public et l'administration est finalement décidée lors de la conférence du 18 décembre 2012 du comité interministériel pour la modernisation de l'action publique (CIMAP). Il s'agit alors « d’adapter ou de clarifier les dispositions en vigueur en tenant compte notamment des évolutions rendues possibles par le développement du numérique ». Sont ainsi visés le régime juridique des décisions administratives, de la participation et de l’information des usagers, de l’accès aux documents administratifs et du règlement non contentieux des litiges.
Une circulaire du 27 mars 2013 confie la responsabilité de l'élaboration de ce code au secrétariat général du gouvernement, dirigé par Serge Lasvignes en lien avec la Commission supérieure de codification. Deux membres de l'ordre administratif, Maud Vialettes et Cécile Barrois de Sarigny, sont désignés rapporteurs du projet de code.

#### Habilitation conférée par le législateur
Le président de la République François Hollande s'était engagé, en mars 2013, à un « choc de simplification » afin d'alléger les procédures administratives, via la mise en œuvre des réformes préconisées par la CIMAP. 

L'article 3 de la loi no 2013-1005 du 12 novembre 2013 habilite le Gouvernement à procéder par ordonnances à l'adoption de la partie législative d'un code relatif aux relations entre le public et les administrations, destiné à regrouper et organiser les règles générales relatives aux procédures administratives non contentieuses régissant les relations entre le public et l'administration. 
L'habilitation vise également à « simplifier les règles de retrait et d'abrogation des actes administratifs unilatéraux dans un objectif d'harmonisation et de sécurité juridique ». De nombreux membres de la doctrine s'étaient en effet plaint de la complexité des règles relatives au retrait et à l'abrogation des actes administratifs.
Le législateur fixe un délai de vingt-quatre mois pour la confection de ce code, soit jusqu'en novembre 2015.

#### Les étapes de l'adoption du code
Le projet de code est adopté lors du Conseil des ministres du 14 octobre 2015. Le communiqué de presse accompagnant l'ordonnance précise : 

« La secrétaire d’État chargée de la réforme de l’État et de la simplification a présenté une ordonnance relative aux dispositions législatives du code des relations entre le public et l’administration et un décret relatif aux dispositions réglementaires du même code. Ce code, adopté sur le fondement de la loi du 12 novembre 2013 habilitant le Gouvernement à simplifier les relations entre l’administration et les citoyens, rassemble dans un document unique et facilement accessible l’ensemble des règles générales qui découlent des lois relatives aux droits des administrés et des règles jurisprudentielles que leur codification rend enfin accessibles à un large public. Conçu pour le public, ce code répond à un besoin et traduit l’ambition de faciliter et renforcer le dialogue entre l’administration et les citoyens Il entrera en vigueur le 1er janvier 2016 et fera d’ici là l’objet d’une large diffusion qui permettra au public comme à l’administration de se l’approprier. »

Le projet de code est signé par le président de la République le 23 octobre, et paraît au Journal officiel de la République française le 25. Le code entre en vigueur au 1er janvier 2016.

## Enjeux de la codification
Jusqu'à ce jour, la France était dépourvue d'un corpus général de règles applicables aux relations entre l'administration et les usagers du service public. La matière a été principalement définie, pendant plusieurs siècles, par la seule jurisprudence du Conseil d'État, à l'exception de textes épars, comme le décret impérial du 11 novembre 1864 relatif aux règles à suivre par les ministres pendant les affaires contentieuses. Certains membres du Conseil d'État, comme son vice-président Edouard Laferrière, soutenait que la matière administrative se prêtait fort mal à la codification, ce qui laissait un large champ à sa définition jurisprudentielle. L'absence de prévisibilité de la règle inhérente à sa définition jurisprudentielle rendait malaisée, pour l'administré, l'appréhension de la procédure administrative. 
De surcroît, les autres pays européens se sont progressivement dotés d'une loi générale ou d'un code de procédure administrative, notamment l'Autriche en 1925, la Pologne et la Tchécoslovaquie en 1928, suivie en 1930 par la Yougoslavie, par les États-Unis en 1946, la Hongrie en 1957, l'Espagne en 1958, la Suisse en 1969, l'Allemagne en 1976, le Luxembourg en 1978, l'Italie en 1990, les Pays-Bas en 1994, et la Grèce en 1999. Un auteur parlera à ce titre d' « exception française ».
Ce retard paraissait d'autant plus flagrant que l'Union européenne s'était également dotée de codes de procédure administrative (code européen de bonne conduite en 2005, code de l'administration en 2007). 
Or, la France s'était dotée, dans les années 1970, de grandes lois créant un droit à l'accès aux documents administratifs ou instaurant une motivation des décisions administratives ; le substrat nécessaire à une codification de la procédure administrative était donc bien présent.  
Le texte traduit notamment l'ambition de contribuer « à faciliter et à renforcer le dialogue entre l'administration et les citoyens », selon le rapport accompagnant l'ordonnance du 23 octobre 2015.  

## Ajouts législatifs
Plusieurs textes ont progressivement complété le code des relations entre le public et l'administration. Quelques semaines après sa publication, le code est d'abord enrichi par la loi du 22 décembre 2015 portant dématérialisation du Journal officiel, qui y supprime notamment l'obligation de publication du Journal officiel en version papier. De même, la loi dite Valter du 28 décembre 2015 relative à la gratuité et aux modalités de la réutilisation des informations du secteur public est codifiée par une ordonnance et un décret du 17 mars 2016. Un décret du 28 juillet 2016 fixe les modalités de fixation des redevances de réutilisation des informations du secteur public.

### Loi du 7 octobre 2016 pour une République numérique
La loi n° 2016-1321 du 7 octobre 2016 pour une République numérique introduit dans la liste des documents administratifs faisant l'objet du droit d'accès aux codes sources et fixe les modalités d'exercice du droit à communication des documents administratifs, la publication sur internet dans un format ouvert et aisément réutilisable des informations. En application de cette loi, un décret du 28 décembre 2016 relatif à la publication en ligne des documents administratifs fixe le seuil au-dessous duquel les administrations sont exonérées de l'obligation de publication en ligne de leurs documents administratifs et les règles régissant leurs traitements algorithmiques. Un décret du 20 octobre 2016 avait également fixé les modalités de saisine de l'administration par voie électronique.

### Loi du 10 août 2018 pour un État au service d'une société de confiance
La loi n° 2018-727 du 10 août 2018 pour un État au service d'une société de confiance, dans un but de « transformation publique » et de « réforme de l'État », introduit un certain nombre de mesures visant à fluidifier les relations des usagers et du public avec l'administration, comme le souligne l'exposé des motifs du projet de loi.

« La France c’est l’État, pourrait-on croire - quand on mesure son poids, son prestige, et l’ampleur de son champ d’action. Et la France a effectivement la chance d’avoir un service public de grande qualité grâce à des agents habités par le sens de l’intérêt général. Mais la France ce sont les Français. Ils ne supportent plus ce qui les paralyse tout en appelant la protection de l’État et ses arbitrages. Plus que d’agir en les servant, l’État est souvent conduit à administrer des procédures. Chaque demande sociale crée un formalisme supplémentaire avec ses contraintes et ses vérifications. Pour trop de coûts et trop peu de résultats. Et les agents publics ne sont plus en situation de gérer un foisonnement de dispositifs dont on leur reproche et la lourdeur et de ne pas s’en affranchir. »

Dans ce but, la loi du 10 août 2018 introduit un droit à régularisation en cas d'erreur : une personne ayant méconnu pour la première fois une règle ou ayant commis une erreur matérielle lors du renseignement de sa situation ne peut faire l'objet d'une sanction, pécuniaire si elle a régularisé sa situation d'elle-même ou après y avoir été invitée par l'administration. La loi institue également un droit au contrôle : toute personne peut demander à faire l'objet d'un contrôle par l'administration, dont les conclusions seront ensuite opposables à cette dernière. Enfin, la loi prévoit que l'absence d'une pièce au sein d'un dossier déposé en vue de l'attribution d'un droit ne peut conduire l'administration à suspendre l'instruction de ce dossier dans l'attente de la transmission de la pièce manquante.

## Applications jurisprudentielles du code
Depuis son entrée en vigueur, le code des relations entre le public et l'administration a fait l'objet d'enrichissements jurisprudentiels de la part du Conseil d'État. Sur le fondement des règles prévues par le code, le Conseil d'État a défini les principes encadrant les consultations du public menées à titre facultatif et le contrôle de leur régularité par le juge dans un arrêt rendu le 19 juillet 2017. Comme l'ont relevé des commentateurs, « c'est certainement dans l'entrée en vigueur de l'article L. 131-1 du code des relations entre le public et l'administration (CRPA), qui, en encadrant les cas dans lesquels « l'administration décide, en dehors des cas régis par des dispositions législatives ou réglementaires, d'associer le public à la conception d'une réforme ou à l'élaboration d'un projet ou d'un acte », semble admettre l'organisation de consultations sans autre base textuelle, qu'il faut voir l'élément déterminant de la solution adoptée par l'assemblée du contentieux. ».